# 所罗门的审判 (斯托姆,新罕布什尔州曼彻斯特)

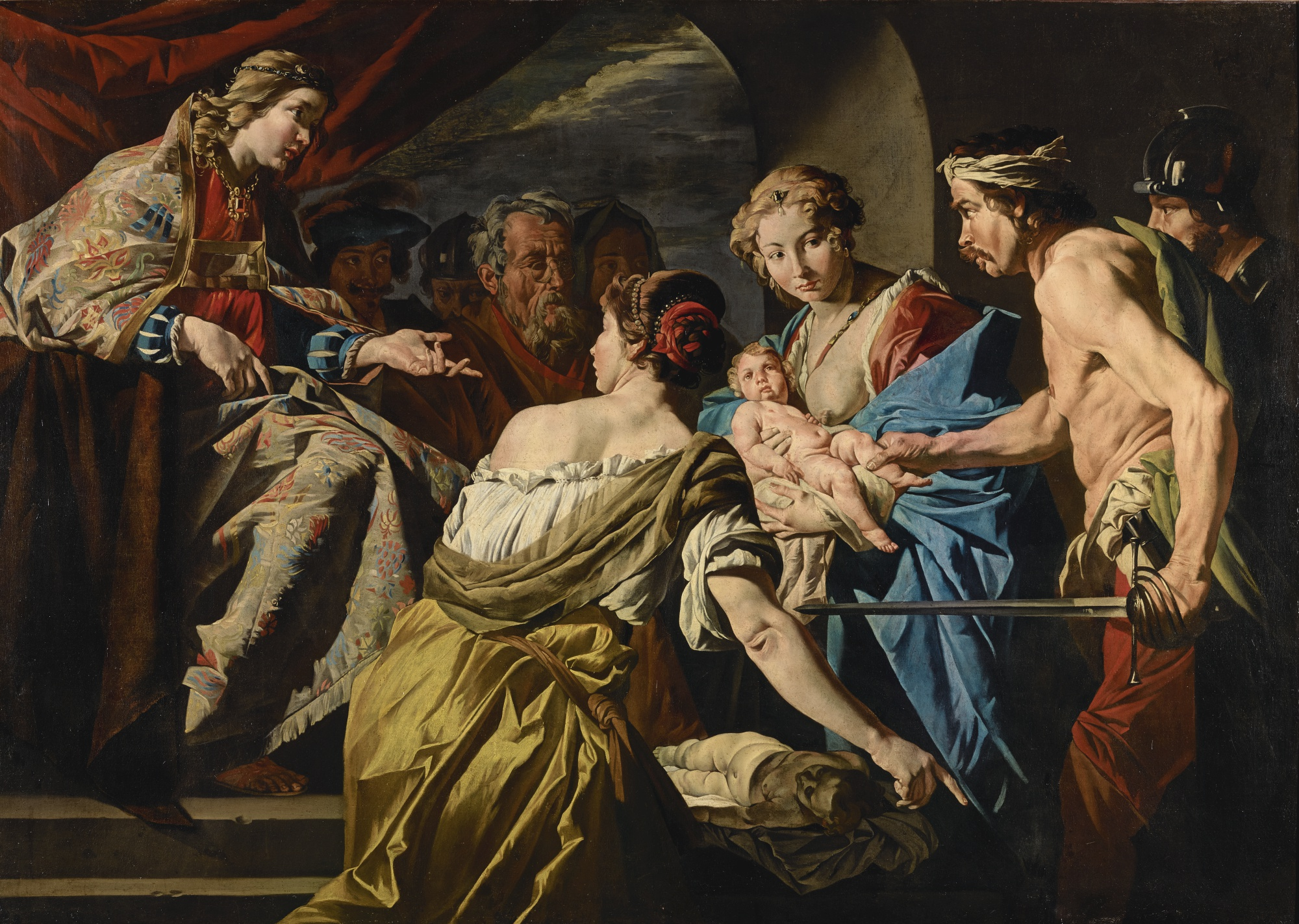

《所罗门的审判》是马蒂亚斯·斯托姆的一幅布面油画，绘制于1640 年，描绘圣经中的故事所罗门的审判，现藏于新罕布什尔州曼彻斯特的Currier 艺术博物馆，于 2017 年 7 月 5 日以 428,750 英镑的价格在苏富比拍卖行购得。 其风格和色彩类似艺术家在西西里岛绘制的其他作品。
这幅画作于西西里岛，画家在 1640 年左右定居在那里，他大部分作品的创作于此。 斯托姆另一个版本的《所罗门的审判》的，现藏于休斯顿，系1630 年代绘制于那不勒斯。 